# フランシスコ・ヒネージャ
- フランシスコ・ジネラ
- フランシスコ・ヒネラ

フランシスコ・ヒネージャ・ダベシエス（Francisco Ginella Dabezies、1999年1月21日 - ）は、ウルグアイ・モンテビデオ県モンテビデオ出身のプロサッカー選手。カタール・スターズリーグのアル・ラーヤンSCに所属している。ポジションはMF。

## 来歴
2017年にモンテビデオ・ワンダラーズFCのトップチームに昇格。2018年4月16日のラシン・クルブ・デ・モンテビデオ戦でプロデビュー。2019年7月15日のクラブ・プラサ・デ・デポルテス・コロニア戦でプロ初ゴールを決めた。
2019年12月16日、ロサンゼルスFCと契約したことが発表された。
2022年7月18日、クルブ・ナシオナル・デ・フットボールにレンタル移籍した。
2024年9月24日、アル・ラーヤンSCに移籍した。

## 代表経歴
2019年にポーランドで開催された2019 FIFA U-20ワールドカップに、U-20のウルグアイ代表として出場。グループリーグを3戦全勝で勝ち上がるも、トーナメント1回戦でエクアドルに敗退。2020年には2020年東京オリンピック出場を懸けてCONMEBOLプレオリンピック大会にU-23代表で出場。しかし、決勝リーグでブラジルとアルゼンチンの前に屈した。